# Kamel Seddik
Kamel Seddik – tunezyjski piłkarz grający na pozycji pomocnika. W swojej karierze grał w reprezentacji Tunezji.

## Kariera klubowa
W latach 1977–1987 Seddik był piłkarzem klubu CS Hammam-Lif. W sezonie 1984/1985 zdobył z nim Puchar Tunezji.

## Kariera reprezentacyjna
W reprezentacji Tunezji Seddik zadebiutował w 1979 roku. W 1982 roku powołano go do kadry na Puchar Narodów Afryki 1982. Zagrał w nim w dwóch meczach grupowych: z Kamerunem (1:1) i z Ghaną (0:1). W kadrze narodowej grał do 1983 roku.